# Lukostřelba na Letních olympijských hrách 2016
Lukostřelba na Letních olympijských hrách 2016 v Riu de Janeiro se konala od 6. srpna do 12. srpna.

## Medailisté

### Muži
| Kategorie   | Zlato                                                         | Stříbro                                                                     | Bronz                                                    |
| ----------- | ------------------------------------------------------------- | --------------------------------------------------------------------------- | -------------------------------------------------------- |
| Jednotlivci | Ku Bon-chan · Jižní Korea (KOR)                               | Jean-Charles Valladont · Francie (FRA)                                      | Brady Ellison · Spojené státy americké (USA)             |
| Družstvo    | Jižní Korea (KOR) · Kim Woo-jin · Ku Bon-chan · Lee Seung-yun | Spojené státy americké (USA) · Brady Ellison · Zach Garrett · Jake Kaminski | Austrálie (AUS) · Alec Potts · Ryan Tyack · Taylor Worth |

### Ženy
| Kategorie     | Zlato                                                      | Stříbro                                                             | Bronz                                                         |
| ------------- | ---------------------------------------------------------- | ------------------------------------------------------------------- | ------------------------------------------------------------- |
| Jednotlivkyně | Chang Hye-jin · Jižní Korea (KOR)                          | Lisa Unruhová · Německo (GER)                                       | Ki Po-pe · Jižní Korea (KOR)                                  |
| Družstvo      | Jižní Korea (KOR) · Chang Hye-jin · Choi Mi-sun · Ki Po-pe | Rusko (RUS) · Tujana Dašidoržijeva · Ksenia Perova · Inna Stepanova | Tchaj-wan (TPE) · Le Chien-ying · Lin Shih-chia · Tan Ya-ting |

## Medailové pořadí
| Pořadí | Země                   | Zlato | Stříbro | Bronz | Celkově |
| ------ | ---------------------- | ----- | ------- | ----- | ------- |
| 1      | Jižní Korea            | 4     | 0       | 1     | 5       |
| 2      | Spojené státy americké | 0     | 1       | 1     | 2       |
| 3      | Německo                | 0     | 1       | 0     | 1       |
| 3      | Francie                | 0     | 1       | 0     | 1       |
| 3      | Rusko                  | 0     | 1       | 0     | 1       |
| 6      | Austrálie              | 0     | 0       | 1     | 1       |
| 6      | Tchaj-wan              | 0     | 0       | 1     | 1       |
| celkem | celkem                 | 4     | 4       | 4     | 12      |